# Gusen
Gusen  è una frazione, che nel 2001 aveva 917 abitanti, del comune austriaco di Langenstein nel distretto di Perg, in Alta Austria. Durante la seconda guerra mondiale a Gusen venne costruito il campo principale del campo di concentramento di Gusen, detto anche Gusen I.

## Monumenti e luoghi d'interesse
- Memoriale del campo di concentramento di Gusen (Memorial Gusen)